# Базові перинатальні матриці
Базові перинатальні матриці (або БПМ, англ. Basic Perinatal Matrices) — теоретична модель психіки, що формується під час внутрішньоутробного розвитку і пологів. Термін належить до трансперсональної і перинатальної психології. Вперше була висунута у 1975 році Станіславом Ґрофом. Стверджується, що перинатальні матриці мають вплив на все подальше життя і можуть бути причиною різних психічних явищ.
Процес пологів — те, як дитина проходила родовими шляхами — надзвичайно травматичний досвід, співмірний хіба що з досвідом смерті. Адже матка, що дев'ять місяців віддано годувала і піклувалася про маля, раптом несамовито скорочується і намагається виштовхнути дитину у невідоме. Таке переживання смерті і нового народження залишає глибокий слід (імпринт) у психіці людини, і він визначатиме її психічний статус впродовж усього її життя: її поведінкові паттерни, відношення до світу, до себе, і навіть схильність до психосоматичних захворювань.
Адже, як часто ми ловимо себе на відчутті, що «наступаємо на ті самі граблі», чи «ходимо по колу» — ось реалізація наших старих паттернів на практиці. Чи нас охоплюють дивні незрозумілі відчуття, образи, і ми не розуміємо звідки це? Часто відповіді можна знайти саме в таємниці нашого народження.
Чи були пологи природними і без ускладнень, як довго тривав період розкриття матки і проходження плоду родовими шляхами, використовувалась анестезія чи кесарів розтин — усе це має величезне значення і вирішальний вплив на майбутню долю дитини.
Проілюструвати дане твердження можна даними найновіших досліджень, які переконливо демонструють, що переважна більшість наркозалежних мають у своїй перинатальній карті кесарів розтин чи застосування анестезії під час пологів. У такому випадку дитина не отримує неоціненого досвіду успішної боротьби за життя, під час проходження родовими шляхами, і програми під назвою «навіть якщо у мене проблеми, я можу дати собі раду і все буде добре», а натомість засвоює наступну істину — «коли стає важко, треба відключитися».

## Базові перинатальні матриці
Коли в процесі самопізнання ми повертаємося до переживання свого народження, то виявляємо, що кожна стадія пологів пов'язана з емпіричними моделями, для яких характерна комбінація певних емоцій, фізичних відчуттів і символічних образів. Я називаю такі моделі базовими перинатальними матрицями.
— Станіслав Ґроф
Ґроф виокремлює чотири базові перинатальні матриці, які формуються під час вагітності та пологів.

### БПМ 1.Матриця блаженства/раю
Формується з моменту зачаття і триває всю вагітність до перших переймів.
Це матриця єдності матері і дитини. Впродовж дев'яти місяців весь всесвіт для дитини — це матка. Відчуття захищеності, ситість, ідеальна комфортна температура, зручна розслаблена поза. Усі потреби задоволені — таким є океанічне переживання повної безтурботності і блаженства.
За умов сприятливої вагітності на цьому етапі у дитини формуються базова довіра до світу, вміння радіти і довіряти, розслаблятись і приймати себе, відчувати себе частиною природи.

#### Травми БПМ 1
Загроза аборту, викидню, токсикоз, захворювання і нестабільний емоційний стан мами — так звана токсична матка — можуть сформувати у дитини стійкі емоційні переживання власної неповноцінності, непотрібності, страху смерті, почуття провини за сам факт свого існування.

### БПМ 2.Матриця жертви— Виходу немає або Вигнання з раю
Формується з моменту перших переймів до повного розкриття шийки матки. Триває у нормі 4-5 годин (до 10 при перших пологах).
Комфортне середовище і безпечний маленький світ раптом стає агресивним — починає стискатися і вбивати. А виходу немає. Дитина переживає ситуацію смертельної небезпеки і повної безвиході. На цій стадії пологів закладається вміння чекати і терпіти у складних ситуаціях.

#### Травми БПМ 2
Коротка матриця або її відсутність. Виникає при кесаревому розтині чи швидких пологах.
У людини формується нетерплячість, невміння доводити справу до кінця і боротися — всі проблеми потрібно вирішувати швидко і не потрібно докладати зусиль. Такі люди схильні швидко опускати руки і здаватися, якщо не вийшло з першої спроби.
Довга матриця.
Виникає за тривалих пологів. Формує роль жертви. Людина впродовж життя може часто опинятися у ситуаціях, де на неї чинять тиск, а вона не чинить жодного опору. Такі люди часто живуть під лозунгом «виходу немає, але потрібно терпіти» або з відчуттям, що вони потрапили у пастку. Також це люди, які дуже довго думають перед тим, як відважитися на рішучі дії.

### БПМ 3.Матриця боротьби— Вихід є
Формується з моменту повного розкриття шийки матки до самого народження дитини на світ. Триває від 20 хв до 2 годин при перших пологах.
На цьому етапі у дитини з'являється вихід. Її тіло, що дев'ять місяців знаходилось у стані невагомості, тепер в умовах жорстокого стискання і гіпоксії повинне неприродно вигинатись і проштовхуватись вперед через родовий канал. Це перший у житті шлях на свободу — шлях героя, повний небезпек, болю, страху, але й надії на перемогу.
У цій матриці дитина вчиться бути агресивною, сміливою і цілеспрямованою, вірити в себе, боротися і докладати зусиль. Також на цьому етапі закладається відчуття гидливості і відношення до сексуальності.

#### Травми БПМ 3
Коротка матриця
Формується невміння боротися. Людина схильна радше очікувати допомоги, аніж самостійно відстоювати свої інтереси — за умов виштовхування дитини акушерами. За умови використання щипців може сформуватися паттерн — допомогу приймати небезпечно, тому слід від неї відмовлятися.
Довга матриця
Надто тривалий період пологів формує відношення «життя — це боротьба». Такі люди часто опиняються в ситуаціях, де необхідно з кимось чи за щось боротися. Вони не відчувають легкості буття і радості простих рішень.

### БПМ 4.Матриця свободи— повернення у рай
Дитина після усіх випробувань опиняється на свободі і отримує містичне переживання смерті та воскресіння у зовсім новій якості. Втім, контакт з новим світом — це також великий стрес, адже дитина опиняється у невідомому для неї середовищі — інша температура, світло, гравітація.
На цьому етапі важливо, щоб маля відразу потрапило на руки до мами і відчуло знайомий запах і тепло, а отже захищеність.

#### Травми БПМ 4
Дитину розлучили з мамою відразу після пологів. Після усіх випробувань народження вона знову опиняється у небезпеці. З нею проводять незрозумілі маніпуляції — зважують, миють, обмірюють, кладуть на холодний стіл у порожній палаті. Так формується паттерн — все було марно. Людина не бачить сенсу докладати зусиль, адже і так все закінчиться погано. Свобода для таких людей — не вища цінність, а самотність і холод.
Травми базових перинатальних матриць можна і потрібно коректувати. Любов, прийняття, увага до потреб дитини чи спеціальні психотерапевтичні техніки для дорослих (наприклад, голотропне дихання) здатні компенсувати травматичні наслідки нашого народження.